# Maccabi Ahi Nazareth
Der Maccabi Achi Nazareth FC (hebräisch מוֹעֲדוֹן כַּדּוּרֶגֶל הַכֹּחַ מַכָּבִּי אָחִי נָצְרַת Mōʿadōn Kaddūregel Makkabī Achī Nazərat, in Sprachen ohne den Laut ch (IPA χ): auch … Ahī …, arabisch فرقة كرة قدم مكابي اخاء الناصرة, DMG Firqat Kurrat Qadam Makkābī Aḫāʾ an-Nāṣira) ist ein israelischer Fußballverein in der Stadt Nazareth im Norden des Landes.

## Geschichte
Der arabisch-israelische Verein wurde 1967 gegründet und schaffte in der Saison 2002/03 gemeinsam mit dem ebenfalls arabischen Verein FC Bnei Sachnin erstmals den Sprung in die höchste israelische Spielklasse Ligat haʿAl, stieg jedoch sofort wieder ab. Nach einem zwischenzeitlichen Absturz in die dritte Liga schaffte Maccabi die Wende und stieg 2009 erneut in die erste Liga auf. Seit der Saison 2010/11 spielt Maccabi in der Liga Leʾummit, der zweithöchsten Spielklasse.